# Robrecht Stock
Robrecht Stock (Wingene-Wildenburg, 19 januari 1904 - Brugge, 2 maart 2000) was een erekanunnik, pedagoog en doctor in de theologie.

## Levensloop
Stock was de zoon van onderwijzer Alexander Stock en van Faraïlde Laureyns. Dankzij de winstgevende handelsactiviteiten van de grootmoeder, Rosalie Keirse, getrouwd met Leonard Laureyns, waren ze welstellend geworden. Hij doorliep het lager onderwijs in het schooltje (verbonden aan het Rijksopvoedingsgesticht) van zijn vader op het Sint-Pietersveld te Wingene, op de grens met Ruiselede. Zijn middelbare studies deed hij in het Sint-Jozefscollege in Tielt, in het Jezuïetencollege in Turnhout en in het Sint-Lodewijkscollege in Brugge (retorica 1921).
Hij werd na zijn studie aan het seminarie priester gewijd in Brussel (1927) en vervolgens promoveerde hij aan de Katholieke Universiteit Leuven tot licentiaat wijsbegeerte (1929) en doctor in de godgeleerdheid (1930).
Robrecht Stock bracht een groot deel van zijn loopbaan door als leraar in het middelbaar onderwijs:
- Sint-Jozefscollege Moeskroen (1930-1936)
- Kleinseminarie Roeselare (1936-1939)
- Sint Lodewijkscollege Brugge (1939-1945) als leraar retorica
- Koninklijk Atheneum Brugge (1945-1955) als godsdienstleraar

Hij werd docent in het hoger onderwijs:
- Hoger Technisch Instituut, Oostende (1946-1955)
- Katholieke Vlaamse Hogeschool voor Vrouwen, Antwerpen (1946-1957)
- Hoger Instituut voor Opvoedkunde, Brugge (1951-1986) waarvan hij rector was vanaf 1959.

Hij stichtte het Vrij Hoger Technisch Instituut in Sint-Michiels (1958).
Vanaf 1946 was hij aalmoezenier van de Sint-Lucasgilde voor geneesheren in Brugge.
Na de dood van bisschop Henricus Lamiroy, behoorde Stock tot de enkelen die voor de opvolging vernoemd werden. Het werd iemand van buiten het bisdom, bisschop Emiel-Jozef De Smedt. Stock werd erekanunnik, maar hij achtte deze eretitel (die hij wellicht als een troostprijs beschouwde) niet voldoende belangrijk om hem op het door hemzelf opgestelde gedachtenisprentje te doen figureren. Hij werd graag als kanunnik aangesproken, om nederigheid te leren. Hij blijft ook als kanunnik Stock bekend.

## Hoofdinspecteur
Hij werd diocesaan hoofdinspecteur van het lager en van het voortgezet vrij onderwijs (1955-1973) evenals van het godsdienstonderwijs in de rijksscholen.
In 1958 overleed zijn moeder. Hij woonde sinds 1939 met haar in Assebroek. Nu bouwde hij voor zich een huis in de bossen van Tillegem, naar een ontwerp van architect Paul Felix: de Boskluis. Een Spartaans huis. Zijn huishoudsters was reeds in Assebroek tot enkele jaren voor haar overlijden Maria Herrentals.
Hij werd hoofdinspecteur op het cruciale moment dat men in het onderwijs volop begon te vernieuwen, te experimenteren, te democratiseren.
Zijn beleid hierbij vatte hij samen in vier doelstellingen:
- Alle betrokkenen moeten actief bij de opvoeding betrokken worden: inspectie, directie, leerkrachten, ouders, leerlingen.
- De studiegeest van de leraren moet bestendig aangewakkerd worden.
- Nieuwe methodes moeten uitgeprobeerd worden, maar pas na voorbereiding algemeen toegepast worden.
- De inzet voor een verzorgd Nederlands moet algemeen zijn.

In deze geest richtte hij een 'Huis van het Onderwijs' op en zou de 'Cultuurbibliotheek' tot stand komen.
Hij zou later zeer kritisch staan tegenover verdere evoluties, meer bepaald over de invoering van het Vernieuwd Secundair Onderwijs en over het wegebben van de katholieke geest in het vrij katholiek net.

## Cultuurbibliotheek
Stock had niet genoeg aan zijn drukke beroepsactiviteiten, die gepaard gingen met een uitgebreide briefwisseling en talrijke contacten met priesters, pedagogen, opiniemakers, enz. Vanaf 1964 begon hij aan wat op zichzelf een levenswerk was: de oprichting van een bibliotheek die zich zou richten op werken in dienst van de leerkrachten, gewijd aan pedagogie en didactiek. Het werd de Cultuurbibliotheek.
Als bijkomende ondersteuning richtte hij in 1990 de vereniging Stock-Laureyns op, langswaar hij financiële ondersteuning aan de Cultuurbibliotheek verzekerde. Tot op hoge leeftijd, in feite tot zeer kort voor zijn dood, hield hij zich actief met zijn stichting bezig, die dankzij zijn persoonlijke financiële inbreng gestadige vooruitgang en uitbreiding kon boeken. Hij vervolledigde zijn inbreng door het schenken van zijn persoonlijke bibliotheek en archief. Het saldo van zijn niet onbelangrijk vermogen schonk hij aan de Vlaamse Leergangen in Leuven.

## Politieke en maatschappelijke overtuigingen
Stock was een flamingant. In zijn jonge jaren trok hij op met Flor Grammens tijdens acties aan de taalgrens. Hij durfde nogal eens de mensen die hij kende catalogeren als 'Vlaams', 'niet-Vlaams', 'Belgisch', enz. Anderzijds was hij een wereldburger, die zijn levenswijsheid natuurlijk uit de christelijke cultuur en de leer van de Kerk haalde, maar daarbij toch ook voor een aanzienlijk deel uit de Oudheid, de Romeinse, maar vooral de Helleense, die hij zijn leven lang bestudeerde.
Zijn biograaf Walter De Smaele beschreef zijn boeiende persoonlijkheid als volgt: Vlaams nationalist met liberale ideeën over economie en traditioneel katholieke opvattingen over moraal.
In 1941 schreef een spion voor de Gestapo over hem: Spot met de Nieuwe Orde. Bekritiseert alles. Is anti-Duits en geweldig pro-Joods. Haalt geschiedkundige bewijzen aan om Duitsland te doen voorkomen als ontaard en barbaars. Het was al sinds hij nazi-Duitsland bezocht in de jaren dertig, dat Stock een bijzonder negatieve dunk had over het Hitlerregime.